# Joseph Bernhard Nordhoff
Joseph Bernhard Nordhoff (* 22. Dezember 1838 in Liesborn, Westfalen; † 13. September 1906 in Münster) war ein deutscher Bau- und Kunsthistoriker.

## Leben
Nordhoff besuchte ein Gymnasium und studierte anschließend Philosophie an der Universität in Freiburg, wo er 1864 mit seiner Dissertation Über den Gebrauch und die Bedeutung des Löwen in der Kunst promovierte und 1869 schloss er sein Studium mit einem Diplom ab. Er habilitierte sich 1879 als Doktor an der Universität Bonn auf dem Gebiet der Kunst- und Kulturgeschichte. Dieses Fachgebiet unterrichtete er als Professor an der Königlichen Akademie Münster und veröffentlichte zahlreiche wissenschaftliche Beiträge in den Annalen des Historischen Vereins für den Niederrhein, der Westfälischen Zeitschrift für Vaterländische Geschichte und Altertumskunde (1866 Die Chronisten des Klosters Liesborn) und veröffentlichte weitere Beiträge in Zeitschriften wie die Zeitschrift für preußische Geschichte und Landeskunde in Bonn, im Theologischen Litteraturblatt, den Mitteilungen des historischen Vereins zu Osnabrück und ähnlichen.
Nordhoff forschte auf den Gebieten der westfälischen Kunstgeschichte, Vor- und Frühgeschichte und Volkskunde. 1870 hielt er an der Universität Münster im Sommersemester eine Vorlesung über den Holz- und Steinbau in Westfalen. Er war der Erste, der dort Kunst als Kunstgeschichte unterrichtete. Er schrieb auch einige Artikel für die Allgemeine Deutsche Biographie sowie über internationale Themen, so beispielsweise 1880 einen Artikel über Illustrierte Urkunden aus Avignon 1879 erhielt er einen Ruf an die Universität Bonn.

## Schriften (Auswahl)
- Der Holz- und Steinbau Westfalens in seiner culturgeschichtlichen und systematischen Entwickelung. Regensberg, Münster 1873 (archive.org).
- Der vormalige Weinbau in Norddeutschland. Coppenrath, Münster 1877.
- Die Kunst- und Geschichts-Denkmäler des Kreises Hamm (= Die Kunst- und Geschichts-Denkmäler der Provinz Westfalen. Band 1). Provinzial-Verein, E. A. Seemann, Leipzig 1881 (archive.org).
- Die Kunst- und Geschichts-Denkmäler des Kreises Warendorf (= Die Kunst- und Geschichts-Denkmäler der Provinz Westfalen. Band 2). Provinzial-Verein, Münster 1886.
- Haus, Hof, Mark und Gemeinde Nordwestfalens. In: Forschungen zur Deutschen Landes- und Volkdkunde. Band 4, Union Deutsche Verlagsgesellschaft, Stuttgart 1889, S. 1–35.
- Über die Gattungen prähistorischer Denkmäler und ihre Fundgebiete in Westfalen. In: Correspondenz-Blatt der Deutschen Gesellschaft für Anthropologie, Ethnologie und Urgeschichte. Band 10, 1890, ISSN 0931-8046, S. 105–111.
- mit Friedrich Westhoff: Neue römische Funde in Westfalen. In: Westfälische Zeitschrift. Zeitschrift für vaterländische Geschichte und Altertumskunde. Band 53, 1895, Abt. 1, ISSN 0083-9043, S. 259–326.
- Das westfälische Bauernhaus. In: Westermanns Illustrierte Deutsche Monatshefte. Jg. 78, Mai 1895, ZDB-ID 501053-6, S. 227–249.
- Römerstraßen und das Delbrückerland. Regensberg, Münster 1898. Digitalisat
- Ur- und Kulturgeschichtliches von der Ober-Ems und Lippe. In: Zeitschrift für preußische Geschichte und Landeskunde. Jg. 20, 1883, ISSN 0934-067X, S. 194–206.